# 자명로
자명로(Jamyeong-ro)는 경상북도 포항시 북구 연일읍 유강리에서 학전리를 거쳐 연결하는 도로이다.
2009년 12월 1일 도로명 주소 사업에 인해 자명로로 지정되었다.

## 노선 구간
- 삼거리 명칭 미상
  - 제산로
- 유강과선교
  - 국도 제7호선 (새천년대로)
- 유강교차로
  - 영일만대로
- 자명교차로
  - 영일만대로
- 교량 명칭 미상
  - 연지로
    - 전래놀이학교하늘땅 (구 자명초등학교)
- 삼거리 명칭 미상
- 교차로 명칭 미상
  - 국도 제28호선 (동해대로)
- 칠전교
  - 국도 제28호선 (동해대로)
- 학전교
- 교차로 명칭 미상
  - 국도 제31호선 (새마을로)

## 차로수
- 왕복 2~3차로